# Euxoa mollis
Euxoa mollis är en fjärilsart som beskrevs av Otto Staudinger 1891. Euxoa mollis ingår i släktet Euxoa och familjen nattflyn. Inga underarter finns listade i Catalogue of Life.